# Polymixis stictineura
Polymixis stictineura är en fjärilsart som beskrevs av Charles Boursin 1960. Polymixis stictineura ingår i släktet Polymixis och familjen nattflyn. Inga underarter finns listade i Catalogue of Life.